# União Desportiva Aeroporto, Picão e Belo Monte
UDAPB (União Desportiva Aeroporto, Picão e Belo Monte) is een voetbalclub in Sao Tomé en Principe uit Picão in het district Pagué, provincie Principe. De club speelt in de eilandcompetitie van Principe, waarvan de kampioen deelneemt aan het voetbalkampioenschap van Sao Tomé en Principe, de eindronde om de landstitel.
De club beleefde het hoogtepunt in haar geschiedenis toen in het seizoen 2006/07 de eilandcompetitie gewonnen werd. Op 12 mei 2007 speelde UDAPB in het Estadio Nacional 12 de Julho de finale tegen Sporting Clube Praia Cruz die met 2–4 verloren werd.
Zoals alle clubs van Principe, heeft de club geen vrouwenteam.

## Erelijst
Eilandkampioen2007
1º de Maio · GD Os Operários · FC Porto Real · Sporting do Príncipe · GD Sundy · União Desportiva Aeroporto, Picão e Belo Monte